# シャロンジュ (小惑星)
シャロンジュ (2040 Chalonge) は、小惑星帯の小惑星。パウル・ヴィルトがスイスのツィンマーヴァルトで発見した。
フランス人の天文学者ダニエル・シャロンジュに因んで名付けられた。